# Turbine (destroyer, 1927)
Pour les articles homonymes, voir Turbine (homonymie) et Turbine (destroyer).
Le Turbine (fanion « TB ») était un destroyer italien, navire de tête de la classe Turbine lancé en 1927 pour la Marine royale italienne (en italien : Regia Marina). 

## Conception et description
Les destroyers de la classe Turbine étaient des versions agrandies et améliorées de la classe Sauro. Afin d'améliorer leur vitesse, ils ont été allongés et dotés de machines de propulsion plus puissantes que les navires précédents. Ils disposaient ainsi de plus d'espace pour le carburant, ce qui augmentait également leur endurance.
Ils avaient une longueur totale de 93,2 mètres, une largeur de 9,2 mètres et un tirant d'eau moyen de 3 mètres. Ils déplaçaient 1 090 tonnes  à charge normale et 1 700 tonnes à pleine charge. Leur effectif était de 12 officiers et 167 sous-officiers et marins.
Les Turbine étaient propulsées par deux turbines à vapeur à engrenage Parsons, chacune entraînant un arbre d'hélice à l'aide de la vapeur fournie par trois chaudières Thornycroft. La puissance nominale des turbines était de 40 000 chevaux (30 000 kW) pour une vitesse de 33 nœuds (61 km/h) en service , bien que les navires aient atteint des vitesses supérieures à 36 nœuds (67 km/h) pendant leurs essais en mer alors qu'ils étaient légèrement chargés. Ils transportaient 274 tonnes de fuel, ce qui leur donnait une autonomie de 3 200 milles nautiques (5 900 km) à une vitesse de 14 nœuds (26 km/h).
Leur batterie principale était composée de quatre canons de 120 millimètres dans deux tourelles jumelées, une à l'avant et une à l'arrière de la superstructure. La défense antiaérienne des navires de la classe Turbine était assurée par une paire de canons AA de 40 millimètres "pom-pom" dans des supports simples au milieu du navire et un support jumelé pour des mitrailleuses Breda Model 1931 de 13,2 millimètres. Ils étaient équipés de six tubes lance-torpilles de 533 millimètres dans deux supports triples au milieu du navire. Les Turbine pouvaient transporter 52 mines.

## Construction et mise en service
Le Turbine est construit par le chantier naval Cantiere navale di Sestri Ponente à Sestri Ponente en Italie, et mis sur cale le 24 mars 1925. Il est lancé le 21 avril 1927 et est achevé et mis en service le 27 août 1927. Il est commissionné le même jour dans la Regia Marina.

## Histoire du service
Lors des essais en mer, le Turbine atteint la vitesse remarquable, pour l'époque, de 39,5 nœuds (73,15 km/h).
De 1929 à 1932, il prend part à quelques croisières en Méditerranée.
En 1932, il est l'une des premières unités de la Regia Marina à recevoir une unité de tir de type "Galileo-Bergamini", conçue par le capitaine de vaisseau (capitano di vascello) de l'époque, Carlo Bergamini.
En 1934, il stationne temporairement en mer Rouge, avec son navire-jumeau (sister ship) Nembo.
Il participe à la guerre civile espagnole pour lutter contre la contrebande d'approvisionnement des troupes républicaines espagnoles. Au cours de ces opérations, le 30 août 1937, il torpille et coule au large de Tigzirt (côte algérienne), également avec l'aide de son navire-jumeau Ostro, le vapeur soviétique Tymiryazev (3 226 tonneaux),,,,,, naviguant de Cardiff à Port-Saïd. Un canot de sauvetage avec des survivants du navire marchand est remorqué à Dellys (Algérie) par des unités algériennes.
Entre 1939 et 1940, le Turbine subit des modifications, à la suite desquelles les deux canons antiaériens de 40/39 mm sont retirés et, à la place, huit mitrailleuses Breda de 20/65 mm (Cannone-Mitragliera da 20/65 modello 35) et deux trémies de grenades sous-marines sont embarquées.
Lors de l'entrée de l'Italie dans la Seconde Guerre mondiale, il compose, avec ses navires-jumeaux Euro, Nembo et Aquilone, le Ire escadron de destroyers basée à Tobrouk.
Dans la nuit du 13 au 14 juin 1940, le Turbine et un autre destroyer, le Strale, effectuent une mission de chasse anti-sous-marine dans le golfe de Tarente (au cours de laquelle le Strale endommage le sous-marin britannique HMS Odin (N84), achevé ensuite par un autre destroyer, le Baleno).
Le 19 juin, le Turbine coule le sous-marin britannique HMS Orpheus (N46) avec des grenades sous-marines à la position géographique de 32° 30′ N, 24° 00′ E (environ 25 milles nautiques (46 km) au nord de Tobrouk); il n'y a aucun survivant de l'unité britannique,.
Dans la nuit du 16 au 17 septembre 1940, le Turbineest amarré à côté de son navire-jumeau Aquilone sur la jetée principale du port de Benghazi, lorsque ce dernier est bombardé par neuf avions du 815e escadron (815° Squadron) de la Fleet Air Arm lancés depuis le porte-avions HMS Illustrious (R87). Au cours de cette attaque, le destroyer Borea et les vapeurs Maria Eugenia et Gloriastella sont coulés. D'autres unités sont  endommagées et parmi elles, sans gravité, le Turbine elle-même. Le destroyer est touché en niveau de la tourelle de télémétrie arrière par deux gros morceaux de shrapnel projetés par les explosions en cours sur le Maria Eugenia. Le résultat a été la mise hors service de l'équipement de direction de tir arrière et la blessure de 6 hommes. Le lendemain, le Turbine et le Aquilone reçoivent l'ordre de se rendre à Tripoli et ont navigué à 20h15 vers cette base, mais une demi-heure plus tard, le Aquilone heurte deux mines et commence à couler. Dans un premier temps, on ne comprend pas ce qui a provoqué les explosions et, craignant une autre attaque du ciel, le Turbine accélère et commence à zigzaguer, puis tente de contacter l'unité jumelle, qui ne répond pas. Avant que le Turbine ne puisse faire demi-tour, on lui ordonne de continuer vers Tripoli pour éviter qu'il ne heurte des munitions dans son virage (les moyens partis de Benghazi récupérent tout l'équipage du Aquilone à l'exception de 13 hommes).
Du 8 au 10 février 1941, le Turbine escorte, avec les torpilleurs Orsa, Cantore et Missori, le premier convoi de troupes du Deutsches Afrikakorps (navires à vapeur Ankara, Alicante, Arcturus), qui doit s'arrêter temporairement à Palerme pour éviter de tomber sur la Force H britannique. Les navires sont également attaqués par des avions le 14, alors qu'ils reviennent de Libye, mais ils ne sont pas endommagés.
Le 21 février, il escorte - avec les destroyers Freccia et Saetta - un convoi de transports Heraklea, Maritza et Menes, en route vers Naples-Tripoli, lorsque le sous-marin britannique HMS Regent torpille le Menes (remorqué ensuite par le Saetta),.
Du 8 au 12 mars, il escorte - avec les destroyers Fulmine et Baleno - un convoi de transports Alicante, Arcturus, Rialto et Wachtfels, en route Naples-Tripoli.
Du 2 au 5 avril, il escorte de Naples à Tripoli, avec le destroyer Saetta et le torpilleur Orsa, un convoi composé des transports Alicante, Tembien, Maritza, Procida et Santa Fe.
Du 21 au 24 avril, il escorte (avec les destroyers Strale, Saetta et Folgore) un convoi de transports Giulia, Castellon, Arcturus et Leverkusen sur la route Naples-Tripoli.
Le 16 mai, il quitte Naples pour escorter, avec les destroyers Strale, Euro, Fulmine et Folgore, un convoi formé par les vapeurs Preussen, Sparta, Capo Orso, Motia et Castelverde et le pétrolier Panuco (qui est rejoint plus tard par le pétrolier Superga). Les navires arrivent au port le 21 mai, malgré une collision entre le Preussen et le Panuco et une attaque infructueuse du sous-marin HMS Urge (N17) sur le Capo Orso et le Superga.
Le 20 novembre, il appareille de Naples pour escorter en Libye, avec le torpilleur Perseo, le convoi "C" (navires à moteur Napoli et Vettor Pisani), mais à 00h23 du 21 novembre le Turbine quitte le convoi et est envoyé pour porter assistance au croiseur léger Duca degli Abruzzi, gravement endommagé par un bombardier-torpilleur. Après avoir escorté - avec le croiseur léger Garibaldi et 7 autres destroyers - le navire jusqu'à Messine, le Turbine continue vers Reggio de Calabre (Reggio Calabria) avec les destroyers Corazziere et Carabiniere.
Le 11 décembre, il embarque à Argostoli les survivants civils du navire à moteur Calitea, récupérés par le destroyer Freccia après le torpillage du navire marchand.
Le 13 décembre, il escorte avec le destroyer Strale, dans le cadre de l'opération de ravitaillement " M 41 ", les navires à vapeur Iseo et Capo Orso d'Argostoli à Benghazi. Cependant, après le torpillage du cuirassé Vittorio Veneto (sérieusement endommagé) et des navires à moteur Fabio Filzi et Carlo Del Greco (coulés), l'opération est annulée et les deux navires marchands, de retour au port, entrent en collision et sont sérieusement endommagés,.
Entre le 3 et le 5 août 1942, il escorte un convoi composé des navires à moteur Ankara, Nino Bixio et Sestriere (à destination de Tobrouk pour le premier et de Benghazi pour les deux autres. La cargaison se compose de 92 chars, 340 véhicules, 3 locomotives, une grue, 292 soldats, 4 381 tonnes de carburants et d'huiles lubrifiantes, 5 256 tonnes d'autres fournitures), ainsi que les destroyers Corsaro, Legionario, Folgore, Grecale et Saetta, et les torpilleurs Partenope et Calliope. Les navires atteignent leur destination malgré de nombreuses attaques aériennes; c'est également à cette occasion qu'a lieu la première attaque d'avions américains contre des unités italiennes (il s'agit d'une attaque de bombardiers Consolidated B-24 Liberator),.
Au cours de l'année 1942, le Turbine subit des travaux de modernisation qui impliquent l'élimination de trois tubes lance-torpilles, qui sont remplacés par deux mitrailleuses Breda de 37/54 mm (Cannone-Mitragliera da 37/54 (Breda)) . Deux lanceurs de charges de profondeur sont également embarqués,.
Dans la dernière phase de la guerre, il est employé dans la mer Égée.
Lors de la proclamation de l'armistice du 8 septembre 1943 (Armistice de Cassibile) , le Turbine se trouve au Pirée. L'équipage s'est d'abord réjoui de la nouvelle, pensant que le navire allait rentrer chez lui; alors que les équipages de deux remorqueurs sont montés à bord pour demander l'autorisation de retourner en Italie avec le Turbine, l'ordre est donné de mettre les chaudières sous pression. À neuf heures du soir, le commandant du destroyer, temporairement absent en raison d'engagements à terre, revient à bord du navire, tandis que la jubilation initiale fait place à l'inquiétude. Les liaisons entre le Turbine et les autres navires sont rompues, et l'équipage est envoyé aux postes de combat, tandis que le navire est positionné dans le chenal d'accès au port. Quelques minutes après minuit, le commandant du mouilleur de mines allemand Drache se rend à bord du Turbine et explique que le destroyer italien est sous le feu des batteries côtières allemandes de 150 mm, qui ouvriront le feu si l'unité tente de partir. De plus, le Drache vient de poser un nouveau champ de mines à l'extérieur du port. De plus, même si le destroyer avait réussi à s'en sortir indemne, il aurait été attaqué, au lever du soleil, par des avions de la Luftwaffe stationnés à Athènes. A l'aube, après s'être assuré de la véracité de ce fait, l'équipage se prépare à saborder le navire, tandis que le commandant se rend à terre. A dix heures du matin, l'ordre d'éteindre les chaudières est reçu, puis à 11h20, le commandant retourne à bord du Turbine et explique que le commandement des troupes italiennes en Grèce a ordonné de livrer le navire intact à la Kriegsmarine. Le 9 septembre 1943, le navire est donc remis intact par son équipage aux troupes allemandes. Certains membres de l'équipage choisissent de rester à bord et de continuer à se battre avec les Allemands, tandis que la plupart du personnel, après avoir débarqué sur la promesse d'un retour sûr en Italie, est envoyé dans des camps de prisonniers en Allemagne et en Pologne.
Incorporé à la Kriegsmarine, le Turbine prend le nouveau nom de TA 14 (dénomination des Torpedoboote Ausland - "torpilleurs étrangers"),. Après des travaux, à la suite desquels d'autres mitrailleuses de 20 mm sont embarquées, le navire est affecté à la 9. Torpedobootsflottille (9e flottille de torpilleurs) et participe à l'occupation de Rhodes à la fin de 1943, avant d'être employé dans la mer Égée à des tâches d'escorte[.
Le 1er février 1944, il est touché par des roquettes et endommagé par des avions britanniques. Réparé à Salamis, il reprend brièvement le service d'escorte. Le 19 juin, alors qu'il se trouve à Portolago (île de Leros), il est à nouveau endommagé, à l'avant, par des charges explosives placées par des commandos britanniques,,.
Le 16 septembre 1944, alors qu'il se trouve à Salamine pour des réparations, il est touché par des bombes et coulé lors d'un raid aérien de l'United States Army Air Forces,,,.

### Commandement
Commandants
- Capitaine de frégate (Capitano di fregata) Ruggero Ruggeri (né à Guarda Veneta le 6 mars 1899) (10 juin - 13 juillet 1940)
- Capitaine de frégate (Capitano di fregata) Roberto Caruel (né à La Spezia le 3 août 1899) (14 juillet - 27 novembre 1940)
- Capitaine de corvette (Capitano di corvetta) Enrico Marano (né à Cittaducale le 3 octobre 1903) (28 novembre 1940 - janvier 1941)
- Capitaine de corvette (Capitano di corvetta) Carlo Thorel (né à Cagliari le 10 mai 1908) (3 mars - juillet 1941)
- Capitaine de corvette (Capitano di corvetta) Salvatore Granato (né à Reggio de Calabre le 22 octobre 1907) (1er juin - 28 novembre 1942)